# Bolesław Papi

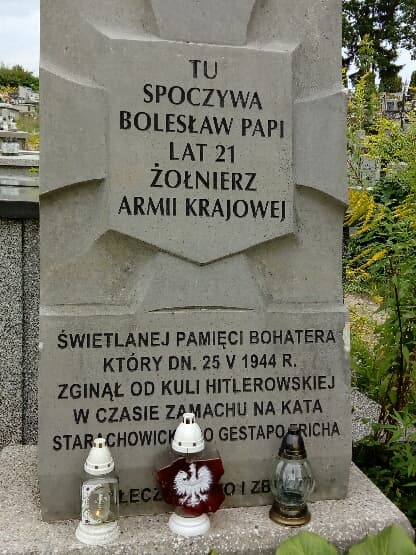
Grób Bolesława Papiego w Starachowicach

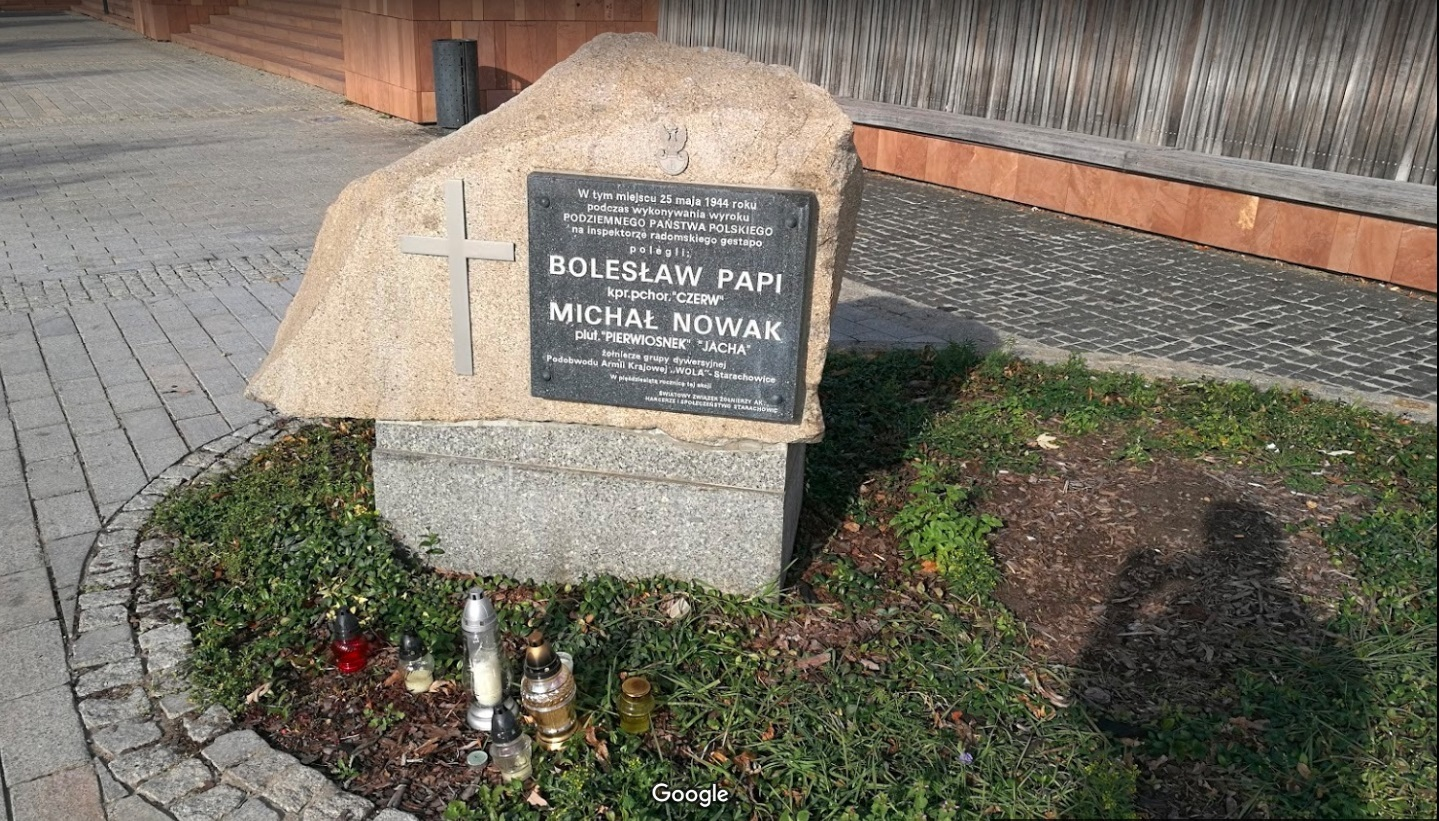
Bolesław Papi tablica pamiatkowa - rynek Starachowice

Bolesław Stanisław Papi (ur. 27 marca 1923 w Moskwie, zm. 25 maja 1944 w Wierzbniku) – polski ornitolog amator, żołnierz Armii Krajowej.
Urodził się w 1923 roku w Moskwie jako syn Kazimierza Papiego, inżyniera mechanika, i Bronisławy z domu Boeckmann. W roku urodzin jego rodzice przenieśli się do Polski. W 1942 roku zdał maturę na tajnych kompletach w Starachowicach.
Był członkiem ZWZ (od 1940 roku) i potem Armii Krajowej (pseudonim „Czerw”). Zginął podczas akcji AK wykonania wyroku na szefie radomskiego Gestapo, Eriku Schitzu (Schützu). Pochowano go w Starachowicach.
W latach 1935–1941 prowadził amatorskie obserwacje ornitologiczne w okolicy Starachowic, w czerwcu i lipcu 1938 roku również w Krynicy i Pieninach. Jego rękopisy zostały opublikowane w 1966 roku przez Kazimierza Albina Dobrowolskiego w „Przeglądzie zoologicznym”.
Jego imieniem został nazwany rezerwat ornitologiczny nad Jeziorem Zgierzynieckim. W roku 2018 jego imieniem nazwane zostało rondo w Starachowicach u zbiegu ulic Radomskiej i Batalionów Chłopskich.